# Crucișoara, Argeș
Crucișoara este un sat în comuna Cocu din județul Argeș, Muntenia, România.